# Stojanka Grujčeva
Stojanka Grujčeva, coniugata Kurbatova  (in bulgaro Стоянка Груйчева-Курбатова?; Plovdiv, 18 marzo 1955), è un'ex canottiera bulgara.

## Palmarès

### Olimpiadi
- 2 medaglie:
  - 1 oro (Montréal 1976 nel due senza)
  - 1 bronzo (Mosca 1980 nel due senza)